# Glansspoelmiddel

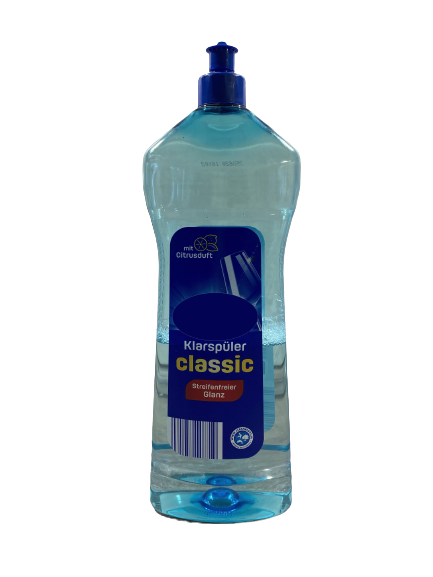
Glansspoelmiddel

Een glansspoelmiddel is een oppervlaktespanningverlagende stof die in het huishouden gebruikt wordt in een vaatwasmachine. De vaat glanst omdat het laatste spoelwater beter van de vaat afdruipt en kalk verwijderd wordt.
Glansspoelmiddel bestaat meestal uit:
- citroenzuur: bindt kalk (magnesium- en calciumzouten) uit het spoelwater
- ethanol: werkt als antischuimmiddel en zorgt voor een versnelde verdamping van het water
- vetalcohol: werkt als een oppervlaktespanningsverlager

Verder worden er nog conserveermiddelen, zoals benzisothiazolinon en methylchloorisothiazolinon, aan toegevoegd. Deze producten hebben tevens een antibacteriële en schimmelwerende werking.